# Borkwalde
Borkwalde è un comune di 2 131 abitanti del Brandeburgo, in Germania.

Appartiene al circondario di Potsdam-Mittelmark ed è parte della comunità amministrativa di Brück.